# 漢初三傑
汉初三杰（也稱為興漢三傑）是指汉朝辅佐汉高祖刘邦得天下，建立汉室江山的三位杰出的政治、军事人才和功臣，张良、韩信、萧何。
漢高帝五年（前202年），汉高祖登基不久，在雒阳县（今洛阳）南宫召开酒宴庆功，据《汉书·高帝纪第一下》记载，刘邦在讨论“吾所以有天下者何？”问题时说：“夫运筹帷幄之中，决胜千里之外，吾不如子房；鎮国抚民，给饷馈，不绝粮道，吾不如萧何；连百万之众，战必胜，攻必取，吾不如韩信。三者皆傑，吾能用之，此吾所以取天下者也。”，认为自己能夠善用张良（子房）、萧何、韩信三人在运筹帷幄、治理国家、带兵打仗方面的杰出才能是其取得天下的原因。后来，人们就把张良、萧何、韩信称做「汉初三杰」。
汉五年（前202年），汉高祖以萧何功最盛，封为酇侯。汉六年（前201年），封张良为留侯。韩信曾被封为齊王、楚王。汉六年（前201年），因有人告韩信谋反，被贬为淮陰侯。
然而，张韩萧虽同为汉初三杰，其各自却有着迥然不同的结局。张良得以功成身退，萧何自污委曲求全，而韩信则被告谋反，被呂騙入长乐宫，斬於鐘室。